# Анар Салманов
Анар Салманов (4 жовтня 1980, Баку) — колишній азербайджанський футбольний арбітр. Арбітр ФІФА та УЄФА з 2010 по 2014 рік. Він також судив матчі в Прем'єр-лізі з 2003 по 2014 рік.

## Біографія
У сім років почав займатися футболом у футбольній школі при бакинському клубі «Нефтчі». У 16 років грав за «Нефтчі», але через отриману травму розлучився з кар'єрою футболіста і перейшов у судді.
У 1997 році Салманов вступив до Азербайджанського державного інституту фізкультури та спорту. Після повернення з армії вступив до магістратури. З 2003 року викладає в тому самому інституті. Анар Салманов судить матчі з 2004 року. У 2010 році отримав рівень арбітра ФІФА.
Одружений, виховує доньку.

## Суддівська кар'єра
7 липня 2011 року Салманов дебютував у єврокубках під час матчу між «Тромсе» та «Даугавою» у Лізі Європи УЄФА. Матч завершився з рахунком 2:1, а азербайджанський арбітр показав шість жовтих карток.
Він відсудив свій перший міжнародний матч 7 червня 2011 року, коли Білорусь перемогла з рахунком 2:0 проти Люксембургу. У цьому матчі Салманов двічі показав жовту картку.